# Equisetum robustum
Equisetum robustum là một loài dương xỉ trong họ Equisetaceae. Loài này được A. Braun ex Engelm. mô tả khoa học đầu tiên năm 1844.